# Aristobia horridula
Aristobia horridula (лат.) — вид жуков-усачей рода Aristobia из подсемейства Lamiinae. Обнаружены в юго-восточной Азии (Вьетнам, Китай, Индия-Кашмир, Непал, Мьянма). Среднего размера жуки: длина тела от 22 до 36 мм. Период активности: май — июль. Вид был впервые описан в 1831 году (под первоначальным названием Lamia horridula) энтомологом Фредериком Уильямом Хоупом (Frederic William Hope). В 1868 году включён в состав рода Aristobia.
- Кормовые растения[3]
Coriariaceae: Coriaria sp.;
Fabaceae: Dalbergia obtusifolia Prain;
Juglandaceae: Juglans regia Linné;
Pinaceae: Pinus yunnanensis Franchet;
Rutaceae: Citrus sp.;
Salicaceae: Salix sp.